# قصاص (فیلم)
قصاص فیلمی به کارگردانی نظام فاطمی و نویسندگی احمد نجیب‌زاده محصول سال ۱۳۵۰ و تولید شده در استودیو نقش جهان است.

## خلاصه داستان
دوستی «مظفر» و «قاسم» به خاطر دختر یک تارزن به نام «توبی» به هم می‌خورد. مظفر که قبل از این در یک رقابت عشقی با قاسم به خاطر «لعیا» همسر امروز قاسم جاخالی کرده بود تصمیم به ازدواج با توبی را می‌گیرد. قاسم قسم می‌خورد که زهرش را به او بریزد و همین کار را هم می‌کند و شبی مست به توبی تجاوز می‌کند و توبی نیز خود را می‌کشد. مظفر وقتی از ماوقع مطلع می‌شود فرزند قاسم را که به شدت مورد علاقه پدرش است می‌دزدد و بعد تظاهر می‌کند که برای آزادی فرزندش باید یکشب لعیا با او سرکند. قاسم وقتی این شرط را می‌شنود اگر چه به ظاهر آن را می‌پذیرد ولی کارش به نزاع با مظفر می‌کشد و سرانجام نیز در این درگیری بشدت مضروب شده و می‌میرد.

## بازیگران
- ناصر ملک مطیعی
- پوری بنایی
- گوگوش
- غلامرضا سرکوب